# Валле-Аурина
Валле-Аурина (італ. Valle Aurina) — муніципалітет в Італії, у регіоні Трентіно-Альто-Адідже,  провінція Больцано.
Валле-Аурина розташоване на відстані близько 570 км на північ від Рима, 125 км на північний схід від Тренто, 75 км на північний схід від Больцано.

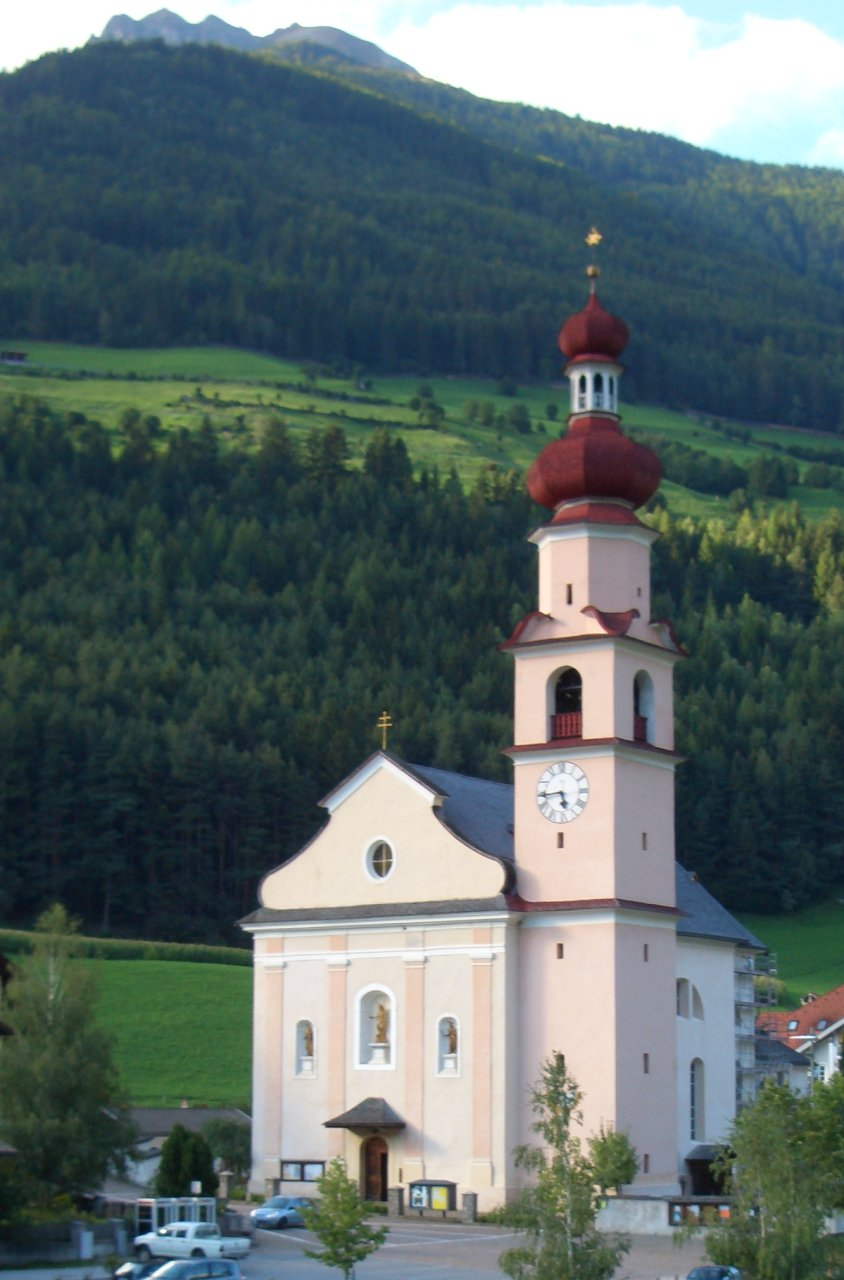

Населення — 5956 осіб (2014).

## Демографія
Населення за роками:

Станом на 1 січня 2023 року в муніципалітеті офіційно проживало 226 іноземців з 29 країн, серед них 88 громадян країн Євросоюзу та 5 громадян України.

## Сусідні муніципалітети
- Брандберг
- Кампо-Турес
- Фінкенберг
- Майргофен
- Предої
- Сельва-дей-Моліні